# John Carter (Texaspolitiker)

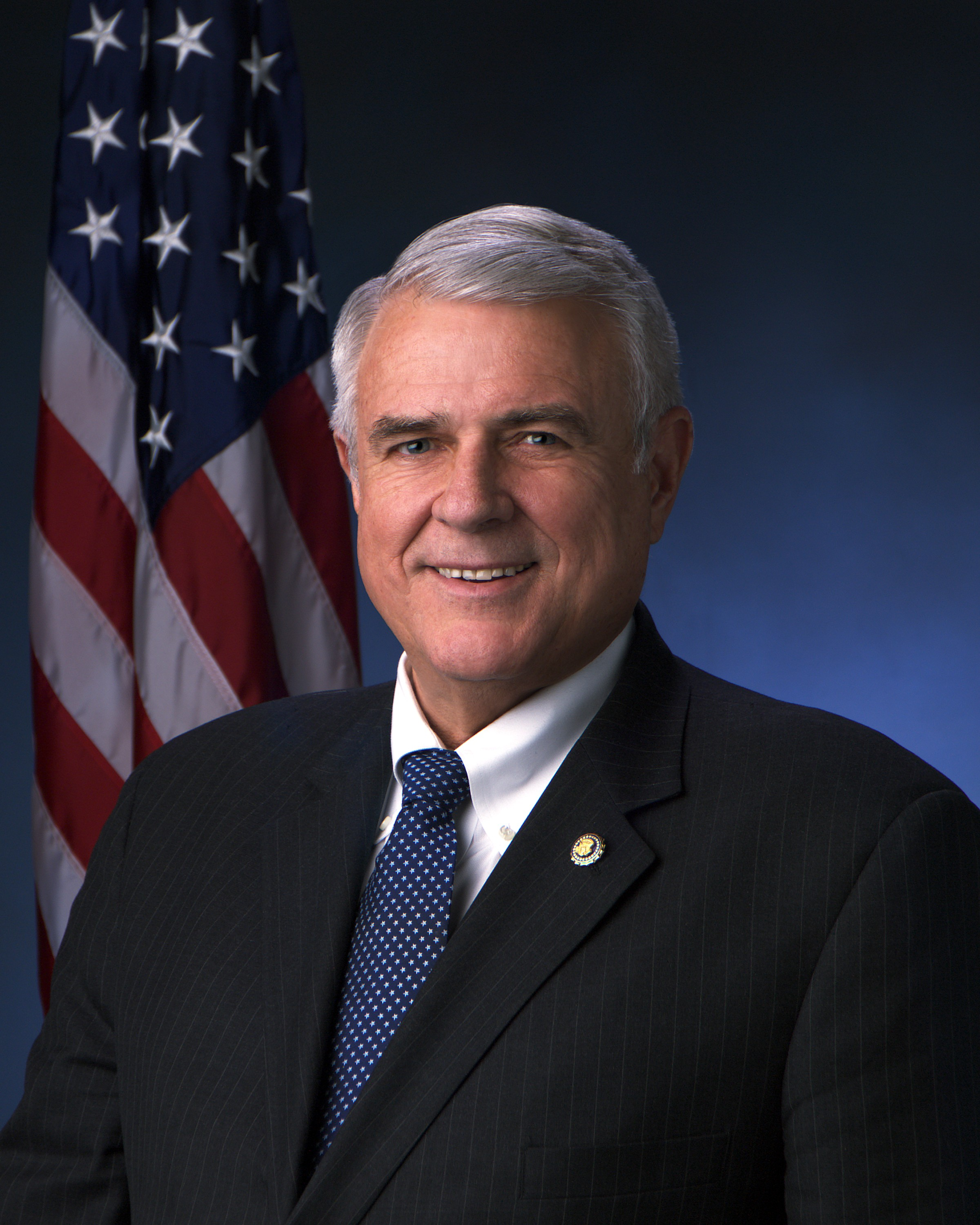
John Carter

John Rice Carter, född 6 november 1941 i Houston, Texas, är en amerikansk republikansk politiker. Han representerar delstaten Texas 31:a distrikt i USA:s representanthus sedan 2003.
Carter gick i skola i Bellaire High School i Houston. Han avlade 1964 sin kandidatexamen i historia vid Texas Tech University. Han avlade sedan 1969 juristexamen vid University of Texas at Austin. Han arbetade som domare i Williamson County, Texas 1981-2001.
Carter besegrade Peter Wareing i republikanernas primärval inför kongressvalet 2002. Han vann sedan lätt själva kongressvalet.
Carter och hustrun Erika har fyra vuxna barn. Carter är lutheran.